# Мой сын
«Мой сын» («Сын», «Старое держит») — немой художественный фильм, снятый режиссёром Евгением Червяковым на Ленинградской кинофабрике АО «Совкино» в 1928 году, в содружестве с оператором Святославом Беляевым и художником Семёном Мейнкиным.

## Сюжет
Жена признаётся мужу в том, что ребёнок, которого она родила, не от него. После этого жизнь главного героя круто изменилась.

## Актёры
- Геннадий Мичурин — Андрей Сурин
- Анна Стэн — Ольга Сурина
- Николай Черкасов — Пат, эстрадник в пивной
- Борис Чирков — Паташон, эстрадник в пивной
- Фёдор Никитин — вор
- Надежда Ермакович
- Урсула Круг — мать умершего мальчика
- Елена Волынцева — худая мещанка
- Борис Феодосьев — начальник дружины

## Утрата и обретение фильма
Лента была утрачена в годы Великой Отечественной войны. В 2008 году в Аргентине обнаружили пять катушек 16-миллиметровой плёнки с фильмом (без оригинальных титров), атрибутированным как El Hijo del otro («Сын другого»). Копии картины хранились в архиве Музея кино в Буэнос-Айресе. Это событие киноведы расценивают как «крупнейшее архивное открытие в истории русского кино за последние полвека» и сравнивают с «выходом на экран второй серии „Ивана Грозного“».

## Критика
Кинокритик Ростислав Юренев писал, что фильм вызвал «разноречивые отзывы критики». Фильм критиковали Борис Алперс и Константин Фельдман за отход от классовой позиции. Сам Юренев считал, что «критические бои вокруг фильма — свидетельство его талантливости». 
Кинокритик Борис Алперс считал: «Тема о семейном раскрепощении женщины, на которую беспрестанно ссылается режиссёр в объяснительных надписях, вытесняется чисто адюльтерной „интрижкой“… Салонность сказалась и на стремлении режиссёра „облагородить“ современный рабочий быт. Вся картина построена на слащавых графических кадрах, напоминающих виньетки с конфетных коробок». Константин Фельдман критиковал режиссёра за то, что он не оторвался от старых буржуазных форм выражения. 
Кинокритик Владимир Недоброво хвалил фильм за лиризм и внимание к быту.
Киновед Адриан Пиотровский отмечал: «Действие построено здесь как будто бы на „быте“, на повседневных буднях рабочей семьи. Но быт дан здесь как своего рода поэзия, и главное в картине — это лирические отступления вокруг основной темы фильмы, утверждающей ценность нового человека, ребёнка, сына, входящего в мир». Критик писал, что «картина Червякова кладёт в нашей кинематографии начало новой линии бытовых обобщений, она пользуется для этого сложными средствами современной кинематографической техники. Она утверждает право на существование и внимание зрителя для нового, но обещающего богатейшее будущее жанра лирической фильмы».
Кинокритик Пётр Багров рассматривал кинокартину «Мой сын» как одну из трёх важнейших работ режиссёра Червякова, наряду с фильмами «Девушка с далёкой реки» и «Золотой клюв».